# Wartturm (Fels)
Der Wartturm (266,7 m ü. NHN) ist ein etwa 20 Meter hoher Fels in der Sächsischen Schweiz, nahe der Bastei. Er steht markant über der Elbe, kurz unterhalb der Ortslage von Rathen und dominiert den Blick von der Bastei und Rathen elbabwärts.

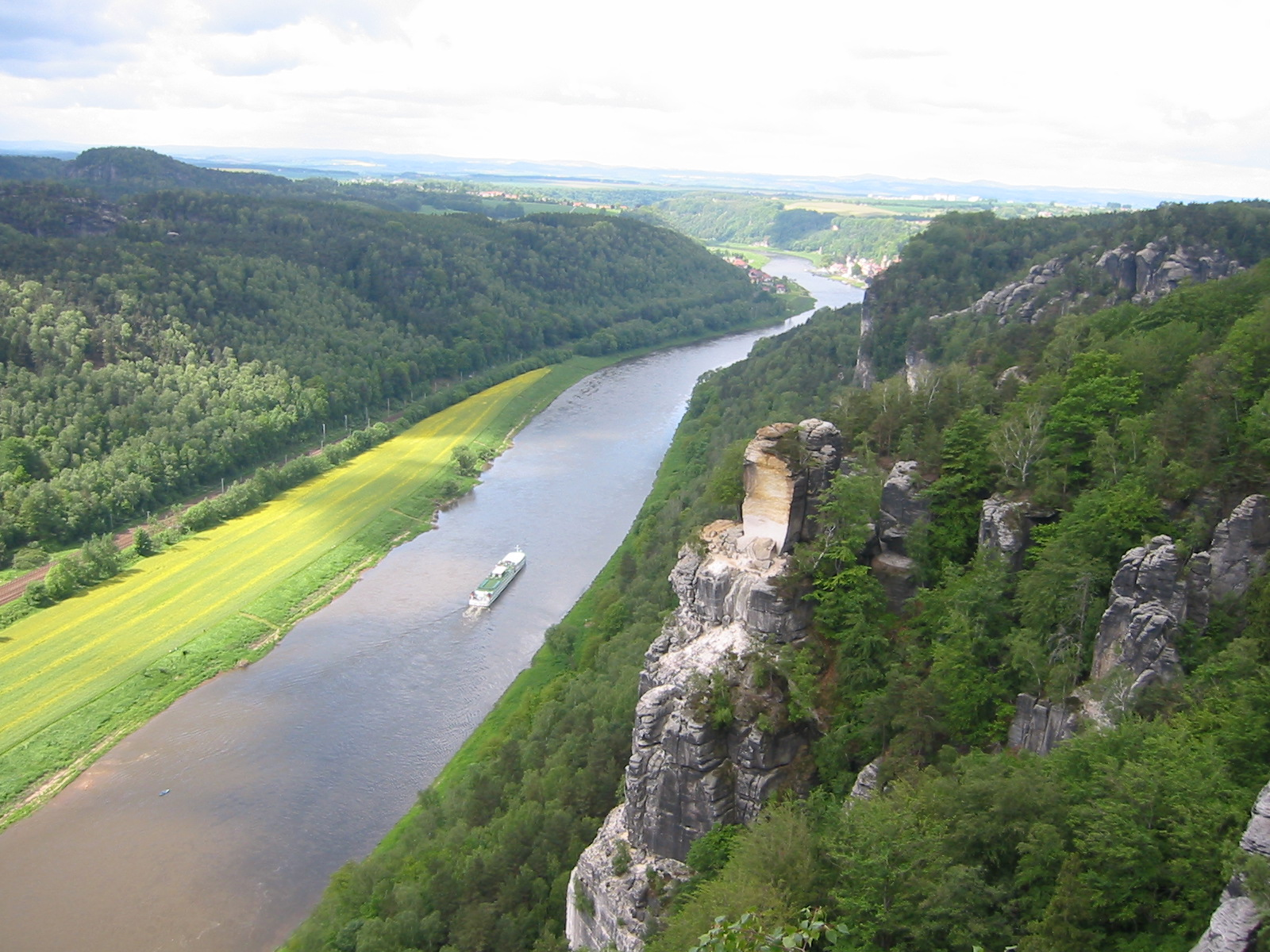
Elbe und Wartturm von der Bastei aus gesehen.

Erstmals bestiegen wurde der Wartturm am 23. März 1894 durch Oscar Schuster, Friedrich Meurer und Paul Müller über den heutigen Alten Weg (Schwierigkeitsgrad III (IV)).
Am 22. November 2000 kam es am Wartturm zu einem der spektakulärsten Felsstürze der vergangenen Jahrzehnte in der Sächsischen Schweiz. Dabei brach etwa ein Drittel des Felsens ab, etwa 450 m³ Sandstein mit einem geschätzten Gesamtgewicht von 800 Tonnen stürzten über 60 bis 75 m zu Tal. Das war die größte Felsmenge seit einem Felssturz im Jahr 1961 am Bienenkorb, der zudem keine so große Fallhöhe hatte. Als Ursache wird eine fortschreitende Auswitterung einer im Fels verlaufenden Kluft vermutet. Ein Bergsteiger, der sich in einer Hütte unterhalb des Felsens aufhielt, blieb unverletzt, da die Felsbrocken wenige Meter neben der Hütte aufschlugen. 
Trotz des Verlusts großer Felspartien ist der Wartturm weiterhin ein beliebter Klettergipfel im Klettergebiet Sächsische Schweiz. Das zunächst ausgesprochene Kletterverbot für den gesamten Gipfel wurde nach einigen Monaten aufgehoben. Das Klettern im Bereich der Abbruchkante des Felssturzes ist allerdings untersagt.
Der Felssturz am Wartturm hat mit dazu geführt, dass das Landesamt für Umwelt, Landwirtschaft und Geologie des Freistaats Sachsen inzwischen durch Probebohrungen die Ursachen von Felsstürzen und die langfristige Entwicklung der Verwitterung des Sandsteins in der Sächsischen Schweiz genauer untersucht.

## Weblinks

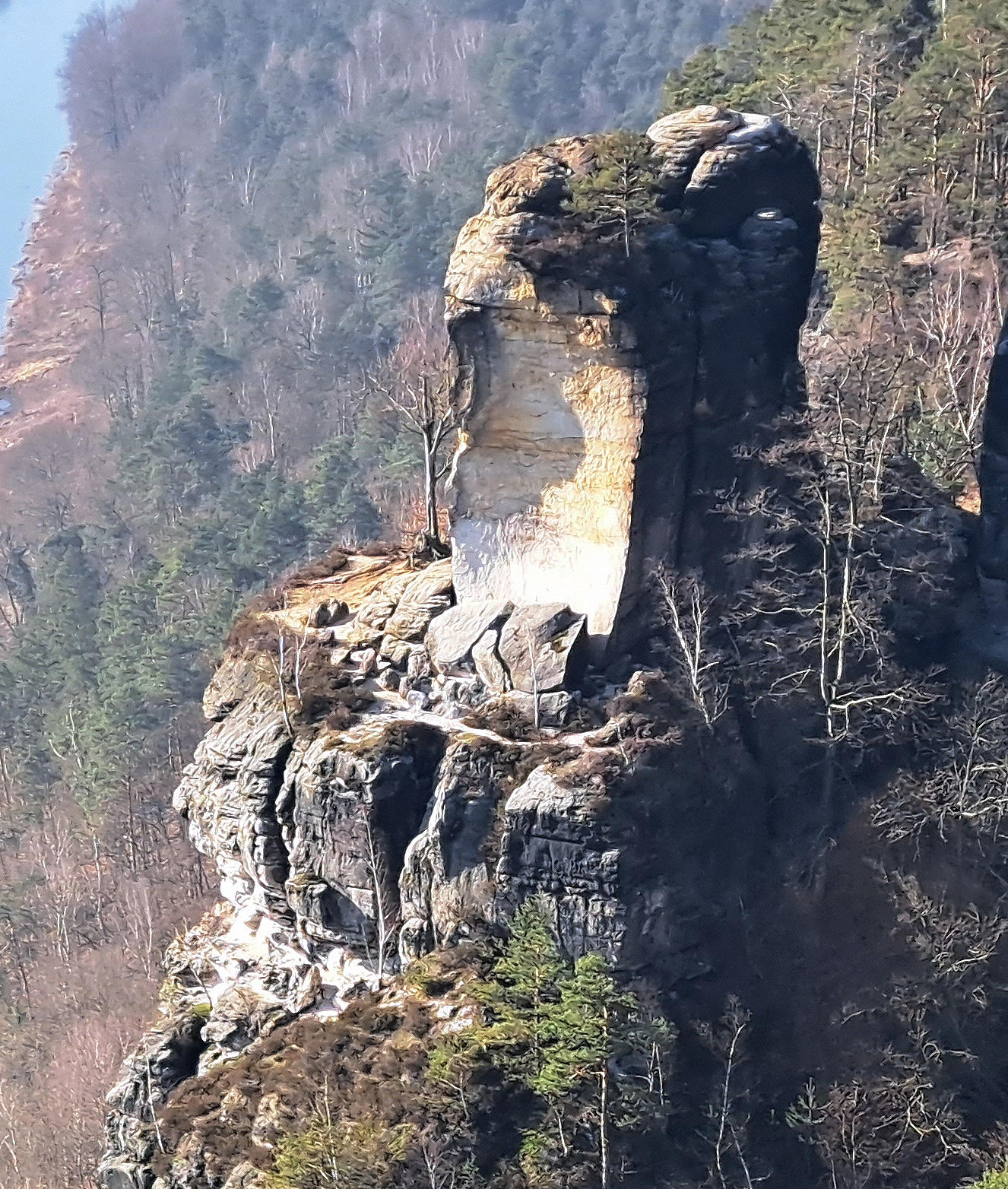
2023 im Februar

## Einzelbelege
1. ↑  DGM1 Sachsen 2024
2. ↑  Joachim Schindler: Oscar Schuster (1873-1917) - Bergsteiger, Alpinist, Erschließer, Arzt, Publizist. Dresden 2013, S. 209
3. ↑  http://www.1999er.gipfelbuch.de/page181.htm
4. ↑  S. Gerber: Beurteilung des Gefährdungspotentiales durch Felsstürze im Elbsandsteingebirge, TU Dresden, Großer Beleg, Vertiefungsrichtung Physische Geographie, Kapitel Datenerfassung (Memento vom 10. Oktober 2007 im Internet Archive)
5. ↑  Das Newsportal für Sachsen | Sächsische.de. In: sz-online.de. 1. Januar 1970, abgerufen am 5. März 2024.